# Публій Корнелій Рутіл Косс
Пу́блій Корне́лій Руті́л Косс (лат. Publius Cornelius Rutilus Cossus; V століття до н. е.) — політичний, державний і військовий діяч Римської республіки, військовий трибун з консульською владою (консулярний трибун) 406 року до н. е., диктатор 408 року до н. е.

## Біографія
Походив з патриціанського роду Корнеліїв, його гілки Коссів. Можливо син Марка Корнелія Рутіла Косса, онук Луція Корнелія Рутіла Косса, хоча Тит Лівій про це не писав. Про молоді роки його згадок у джерелах немає.

### Диктатура
408 року до н. е. військові трибуни з консульською владою тієї каденції довго і різко заперечували проти рішення сенату призначити диктатора для війни з вольсками і еквами, але зрештою не змогли цьому перешкодити. Тому трибун Гай Сервілій Структ Агала призначив диктатором Публія Корнелія Рутіла Косса, який у свою чергу призначив своїм заступником — начальником кінноти Гая Сервілія. Незважаючи на деякі джерела, Публій Корнелій Рутіл Косс не був того року серед військових трибунів з консульською владою.

### Трибунська каденція
406 року до н. е. його було обрано військовим трибуном з консульською владою разом з Нумерієм Фабієм Амбустом, Гнеєм Корнелієм Коссом і Луцієм Валерієм Потітом. Цього року почалися серйозні військові дії проти вольсків та еквів, які очолили Нумерій Фабій, Луцій Валерій Потіт і Публій Корнелій. Було здобуте місто Анксур (сучасна Террачина), яке вслід за цим було повністю сплюндроване. У Римі, де залишився Гней Корнелій, тим часом почалися заворушення серед плебеїв, що протестували проти військових дій вбачаючи в них спосіб для патриціїв уникнути обговорення реформ на користь плебеїв. Цього року римський сенат ухвалив закон на користь солдат, що віднині мали отримувати грошову винагороду через державну скарбницю.  
Після цього року про подальшу долю Публія Корнелія Рутіла Косса невідомо.